# Henri Harpignies

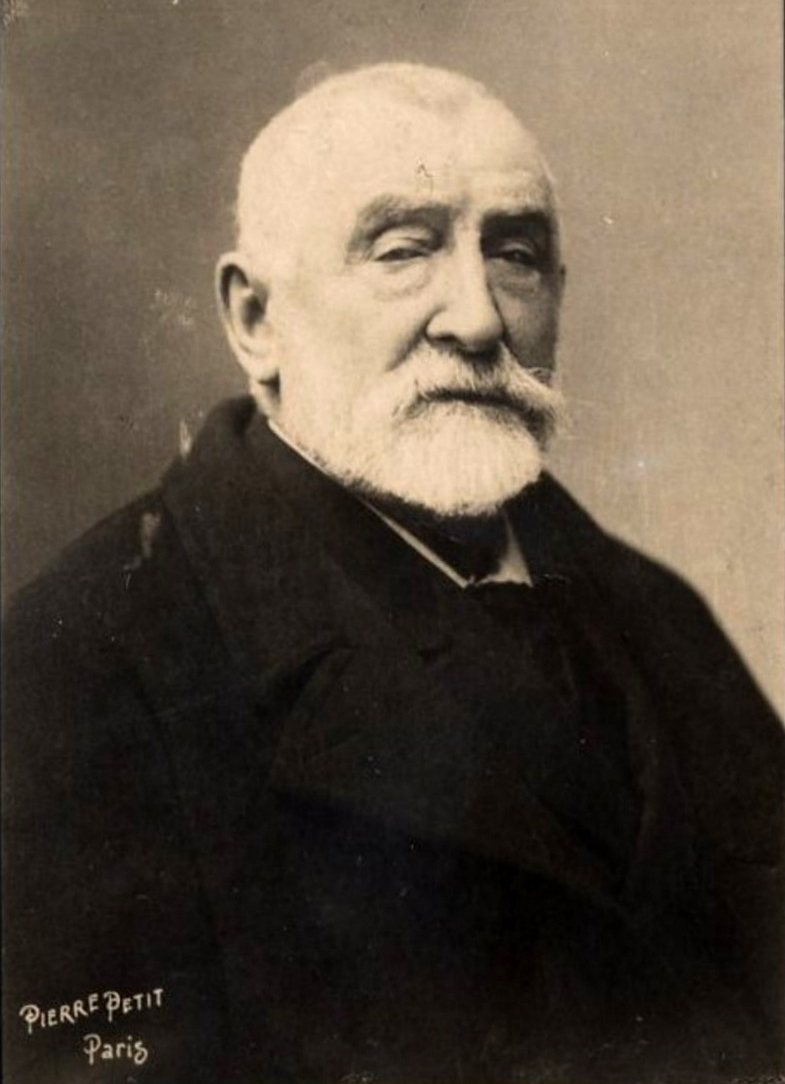
Pierre Petit, Henri Harpignies, fotografía aparecida en 500 Celebridades contemporáneas, editado por Félix Potin en 1908.

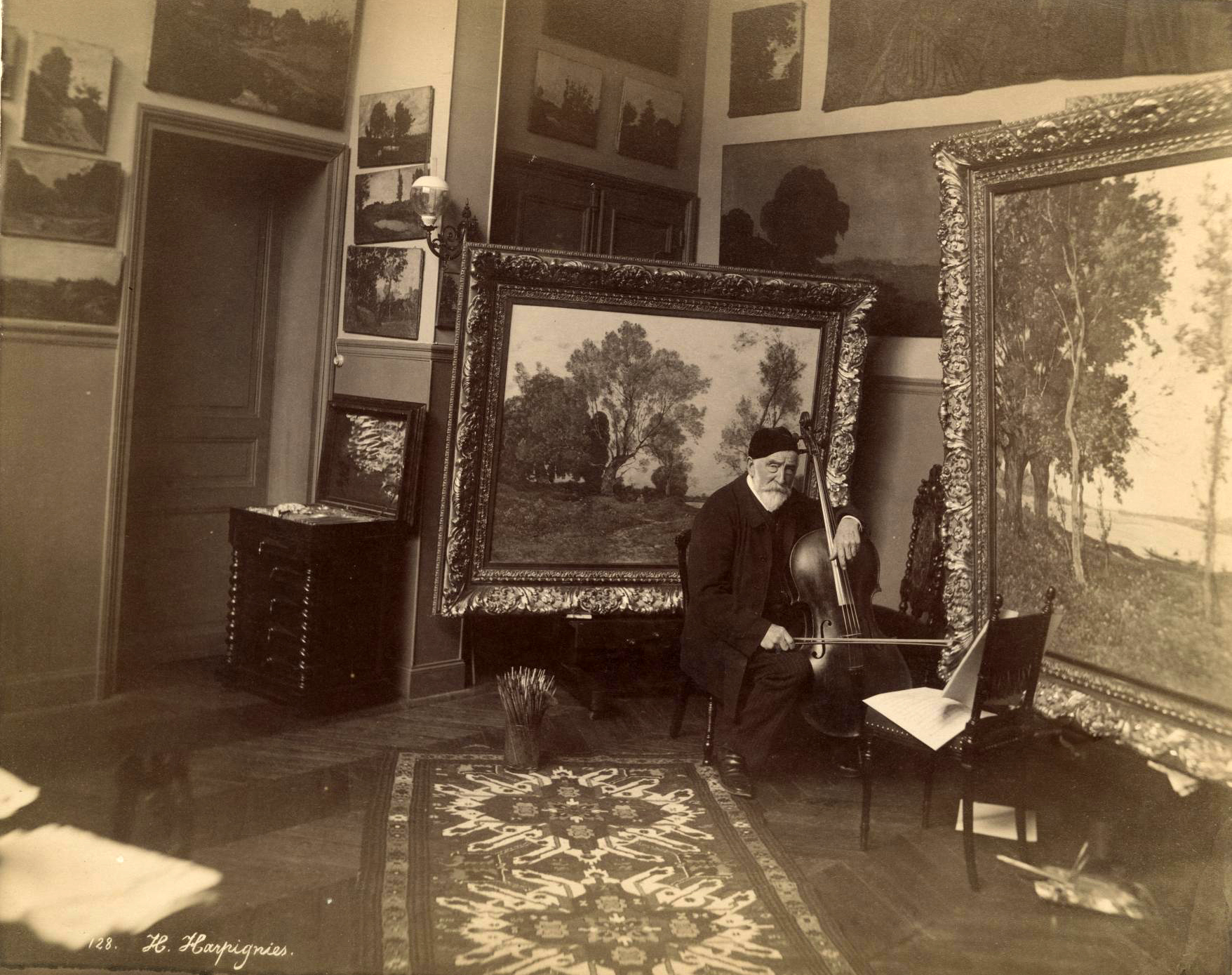
Henri Harpignies en su taller.

Henri Harpignies (Valenciennes, 28 de junio de 1819-Saint-Privé, 28 de agosto de 1916) fue un pintor, paisajista, acuarelista y grabador francés de la Escuela de Barbizon. 

## Biografía
Sus padres querían que se dedicara a la carrera comercial, pero su determinación y deseo en convertirse en artista lo avalan para poder formar parte del taller de Jean Achard a París en 1846. Después de dos años de formación, se marcha a viajar por Italia.
De regreso a Francia en 1850 Henri Harpignies se dedica a la pintura de niños en paisajes y se reúne de nuevo con Corot y la Escuela de Barbizon de donde toma parte de su influencia en la pintura. Unidos por la amistad, ambos artistas efectúan juntos viajes a Italia en 1860.
A su regreso en 1861, obtiene su primer éxito en el Salón de París con su obra Lisière de bois sur les bords de l'Allier.  Después de ese año fue un expositor regular en el Salón. En 1886 recibió su primera medalla por su obra Le Soir dans la campagne de Rome que posteriormente fur adquirida por la Galería de Luxemburgo.
Buena parte de su obra fue pintada en Hérisson en la región francesa de Bourbonnais y también en las regiones de Nivernais y Auvergne. Entre sus obras, algunas destacadas son las siguientes:
- Soir sur les bords de la Loire (1861)
- Les Corbeaux (1865)
- Le Saut-du-Loup (1873)
- La Loire (1882)
- Vue de Saint-Privé (1883)

Henri Harpignies también realizó trabajos de arte decorativo para la Ópera de París - el panel Vallée d'Egérie que estuvo expuesto en el Salón de 1870.
Tuvo muchos alumnos a su cargo, entre los que destacan Émile Appay (1876–1935), Jeanne Rongier, Jane Le Soudier (1885–1976), Louis-Alexandre Cabié, Pierre Vignal, Raymond Verdun, y Émile Dardoize (1826–1901).

## Obras seleccionadas

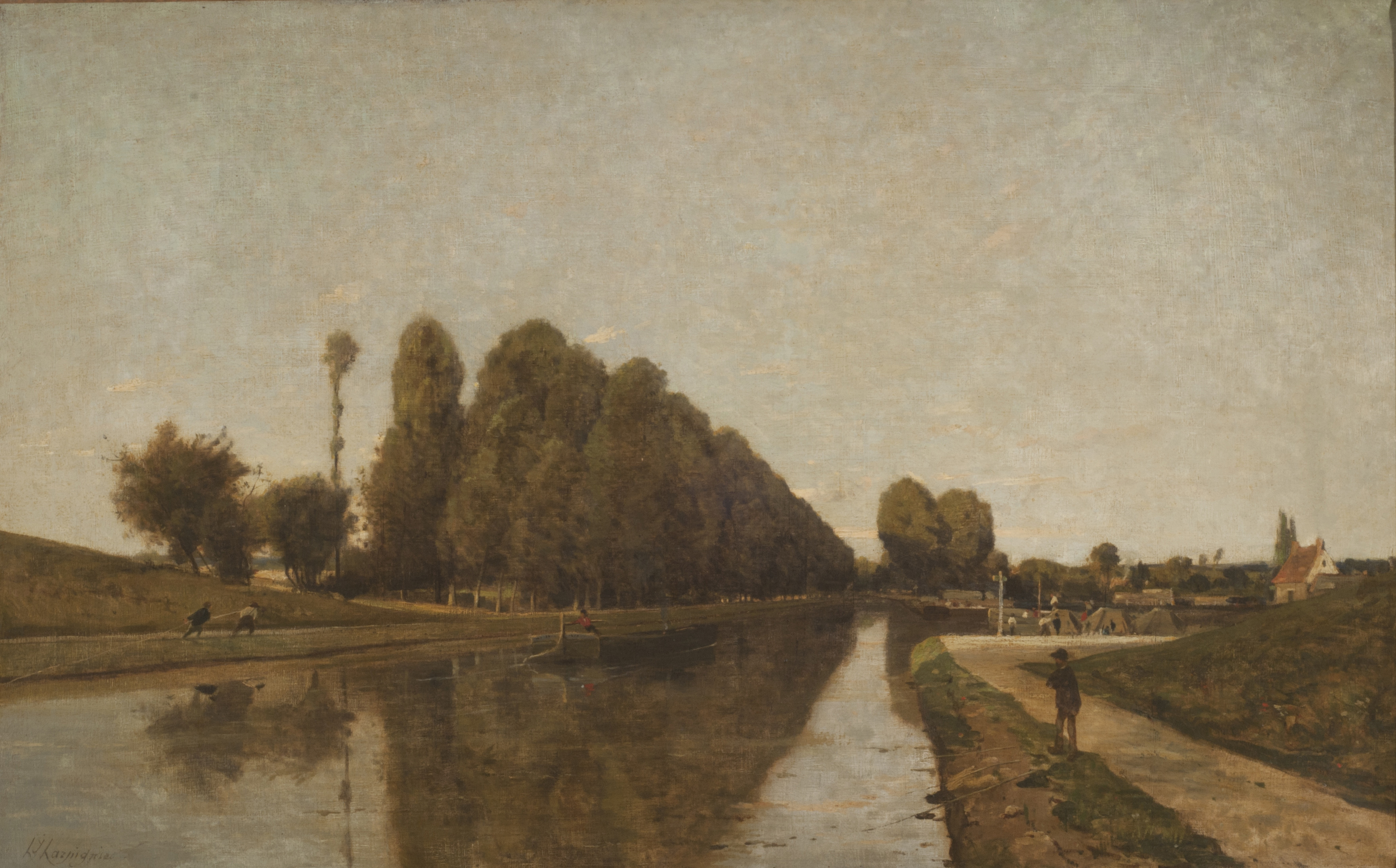
El Canal de Briare (Loire)
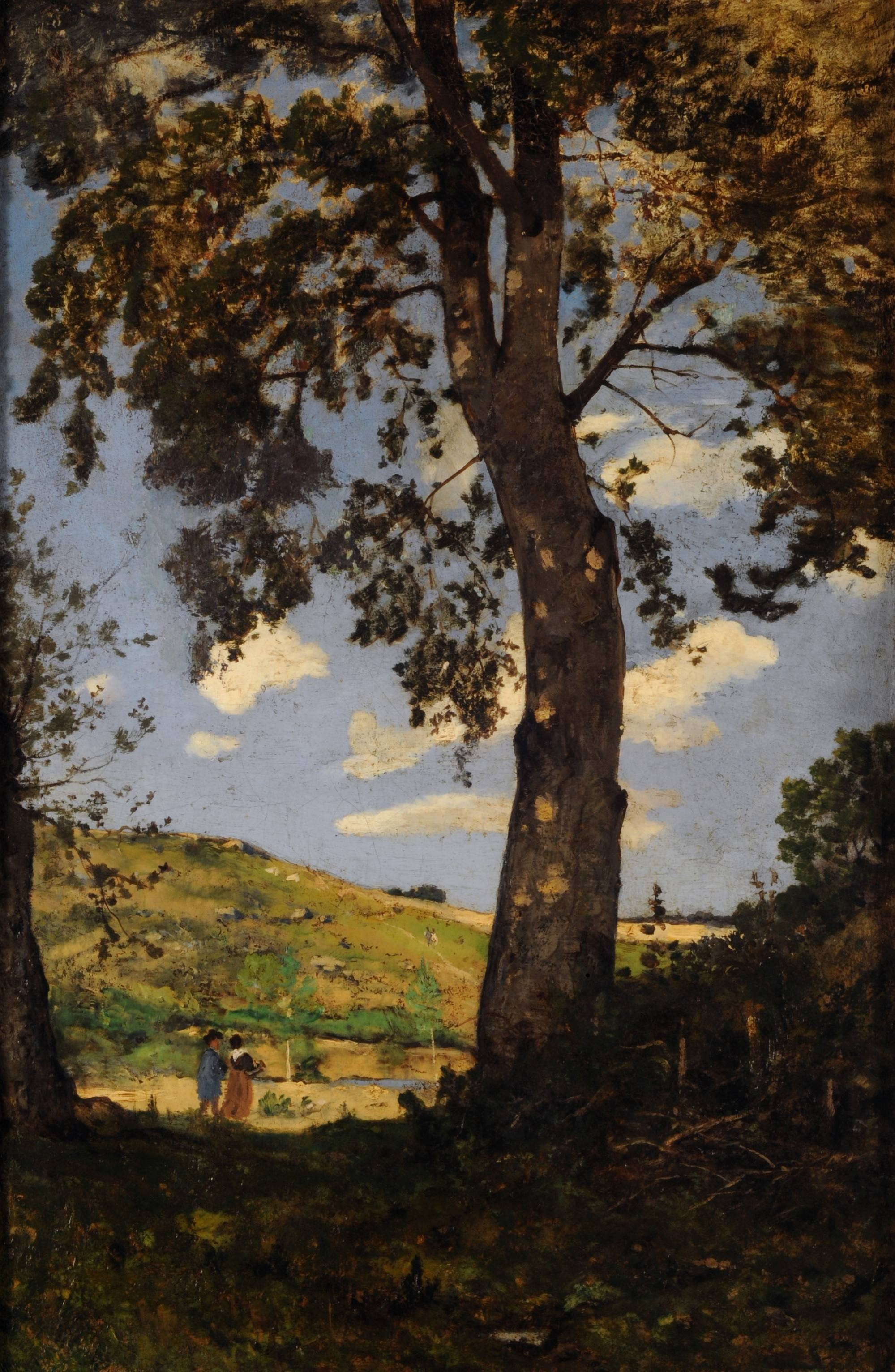
Le gros arbre
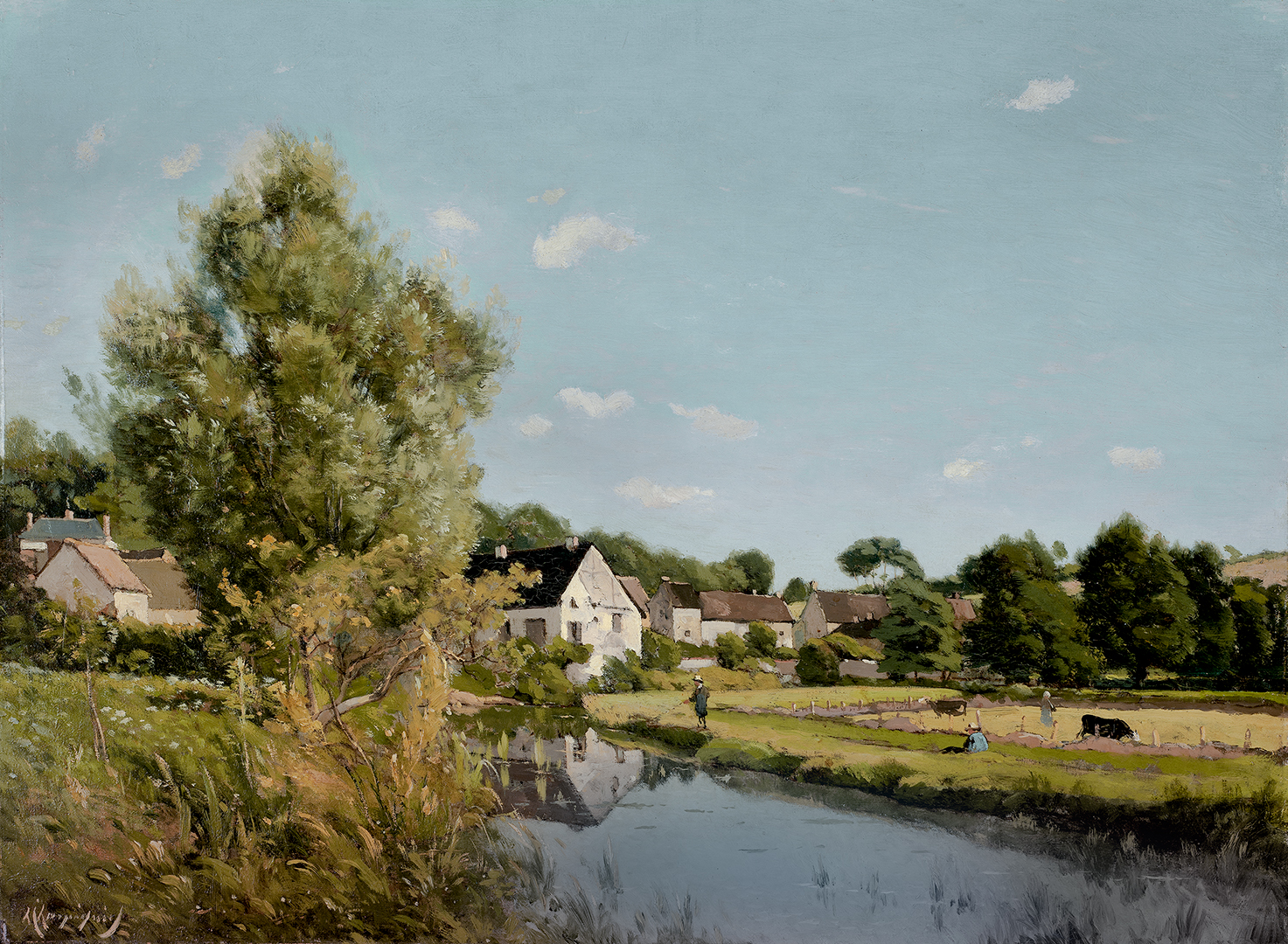
Canal del molino
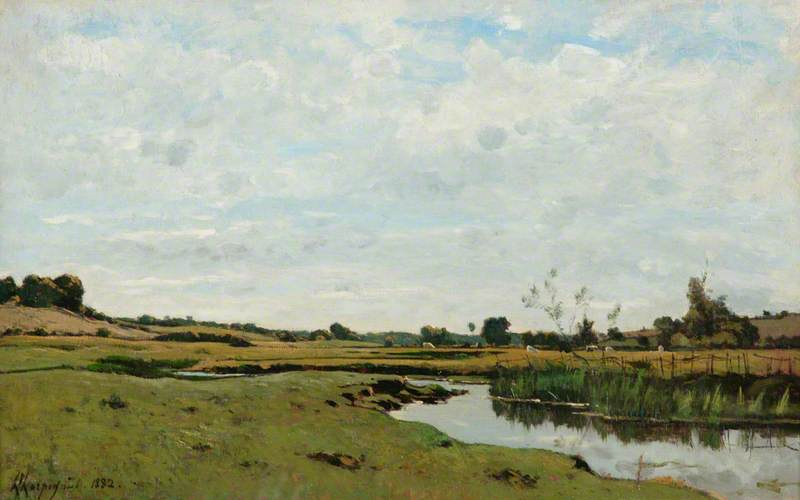
Vista de un rio
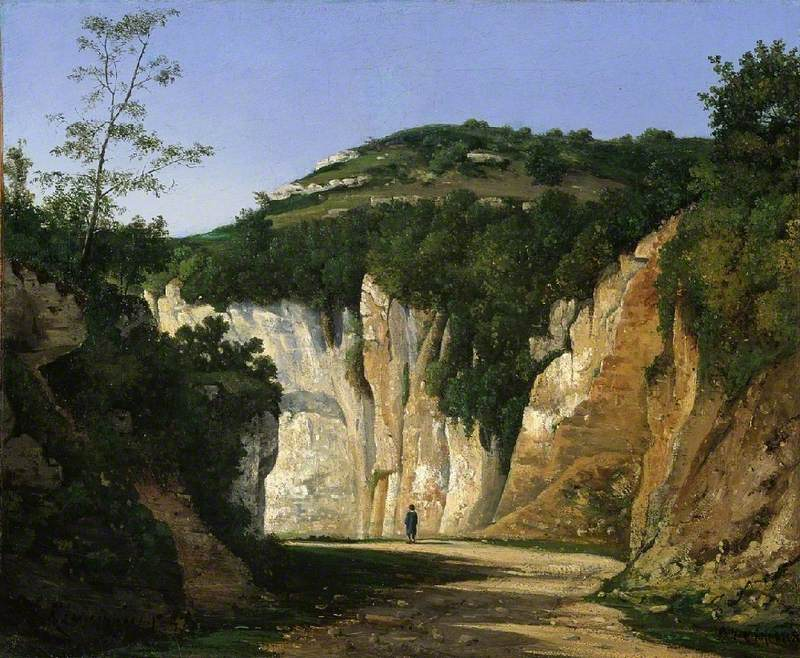
Crémieu
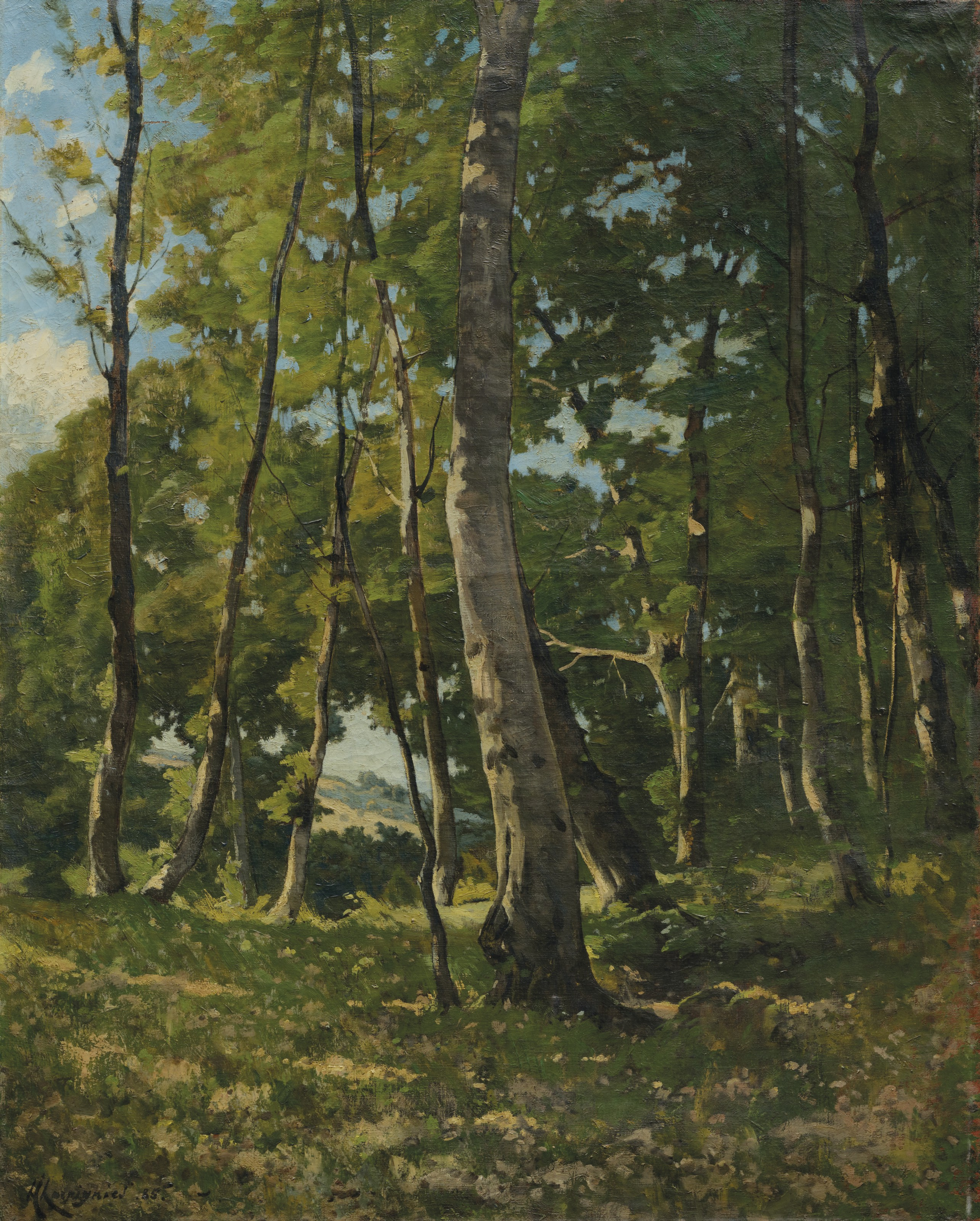
Entree de la foret
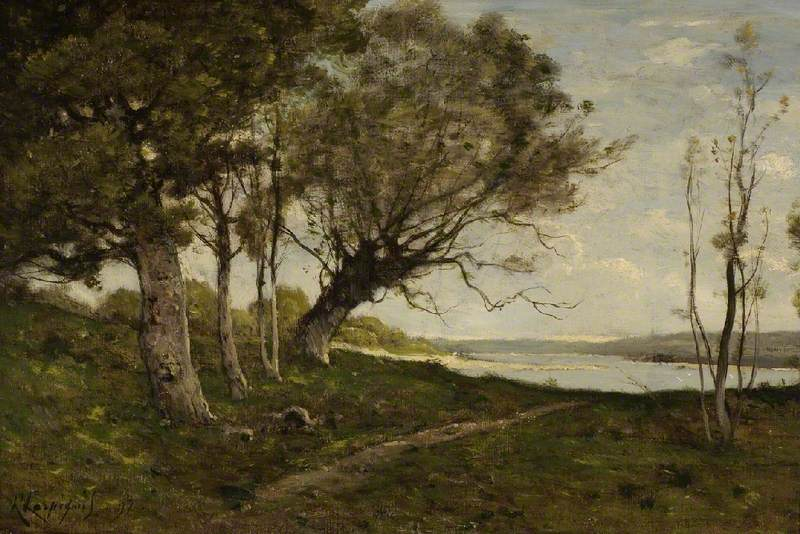
El lago
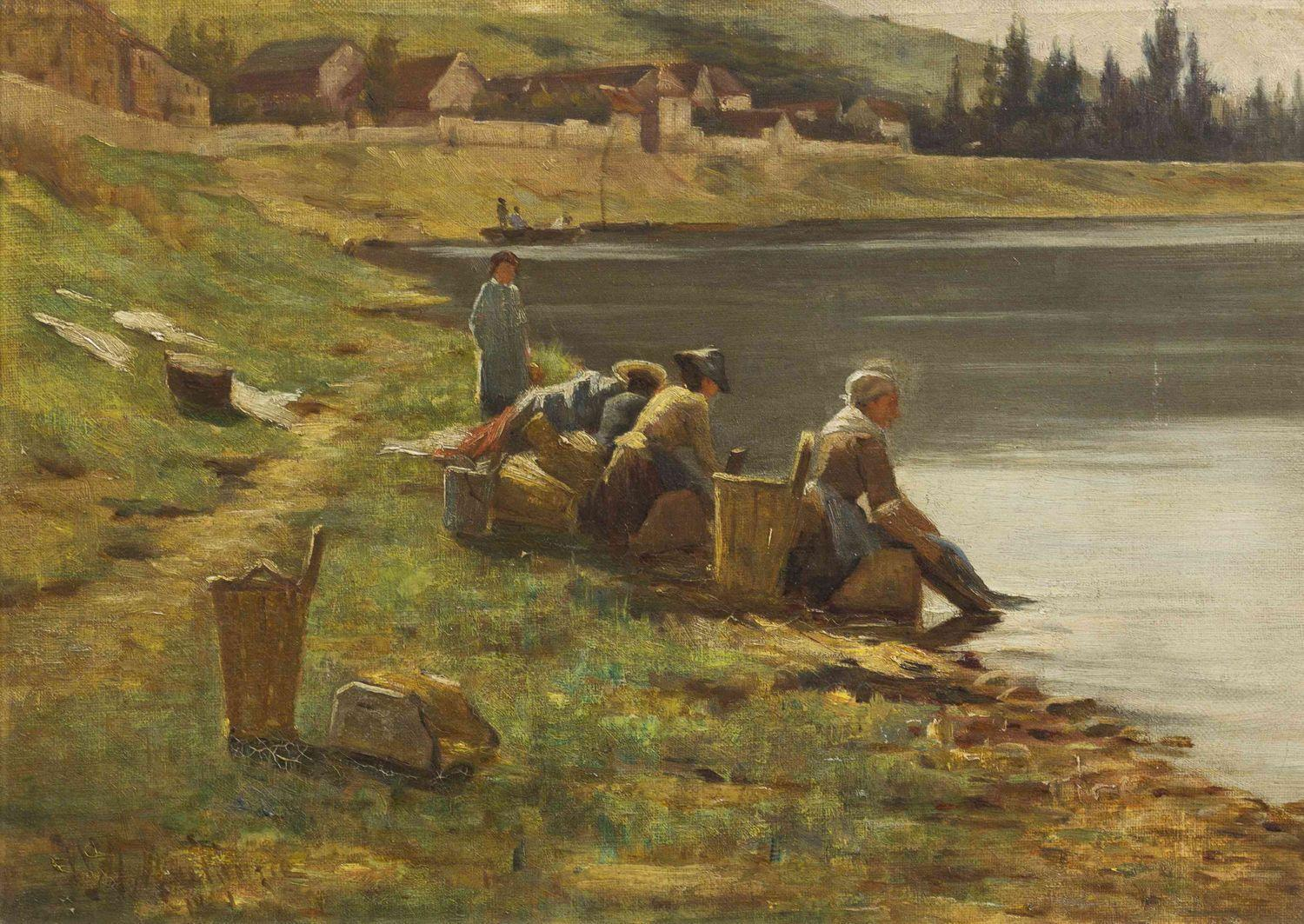
Lavez jour